# Már megint Te?!
A Már megint te?! (angolul: You Again) 2010-ben bemutatott amerikai filmvígjáték, melyet Andy Fickman rendezett és Moe Jelline írt. A főszerepben Kristen Bell, Jamie Lee Curtis, Sigourney Weaver, Odette Annable és Betty White látható.
Az Amerikai Egyesült Államokban 2010. szeptember 24-én mutatták be, Magyarországon november 11-én jelent meg. DVD-n és Blu-rayen 2011. február 8-án adták ki.

## Cselekmény
Marni-nak a középiskola nem volt egy leányálom, ugyanis egy gonoszkodó lány, Joanna pokollá tette az életét. A felnőtt Marni egy teljesen kicserélt szép, vonzó és sikeres PR-menedzser lett. A bátyja, Will hamarosan megnősül, azonban Marni számára kiderül még az esküvő előtt, hogy Will választottja, nem más mint az ő riválisa, Joanna. Marniban azonnal előtörnek a régi emlékek. Később a menyasszony nagynénje, Ramona néni is előbukkan, aki Marni és Will anyjával, Gaillel járt egy iskolába, annak mindennapjait megkeserítve. A társaság egyik fele a bosszúért kiált, a másik pedig a megbocsájtásért esedezik...

## Szereplők
| Színész             | Szerep             | Magyar hang        |
| ------------------- | ------------------ | ------------------ |
| Kristen Bell        | Marni Olivia Olsen | Vadász Bea         |
| Jamie Lee Curtis    | Gail Byer Olsen    | Borbás Gabi        |
| Sigourney Weaver    | Ramona Clark       | Menszátor Magdolna |
| Odette Annable      | Joanna Clark       | Nemes Takách Kata  |
| Kristin Chenoweth   | Georgia King       | Haffner Anikó      |
| James Wolk          | Will Olsen         | Szabó Máté         |
| Victor Garber       | Mark Olsen         | Kőszegi Ákos       |
| Betty White         | Bunny nagyi        | Pásztor Erzsi      |
| Sean Wing           | Charlie Mason      | Hamvas Dániel      |
| Kyle Bornheimer     | Tim                | Király Attila      |
| Billy Unger         | Ben Olsen          | Ducsai Ábel        |
| Christine Lakin     | Taylor             | Győrfi Laura       |
| Meagan Holder       | Kendall            | Lamboni Anna       |
| Patrick Duffy       | Ritchie Phillips   | Csuha Lajos        |
| Cloris Leachman     | Helen Sullivan     | Bókai Mária        |
| Dwayne Johnson      | Légi Marshal       | Zámbori Soma       |
| Reginald VelJohnson | Mason Dunlevy      | Faragó András      |